# Pascale Dietsch
Pour les articles homonymes, voir Dietsch.
Pascale Dietsch est une cavalière d'endurance française. À l'approche des jeux équestres mondiaux de 2006, elle remplace Cécile Miletto Mosti un mois avant l'échéance. Elle devient championne du monde par équipe en 2006, et remporte la meilleure condition le lendemain. Puis championne d'Europe par équipe à Baroca d'Alva, Portigual. Elle fait partie du comité fédéral français d'endurance en 2014.